# Dinoderus minutus
Dinoderus minutus är en skalbaggsart som först beskrevs av Fabricius 1775.  Dinoderus minutus ingår i släktet Dinoderus och familjen kapuschongbaggar. Arten lever på bambu och är vanligt förekommande i laster med bambu. Världshandeln har därmed spridit arten över hela världen. Den förekommer därför tillfälligt i Sverige, men reproducerar sig inte. Inga underarter finns listade i Catalogue of Life.

## Bildgalleri

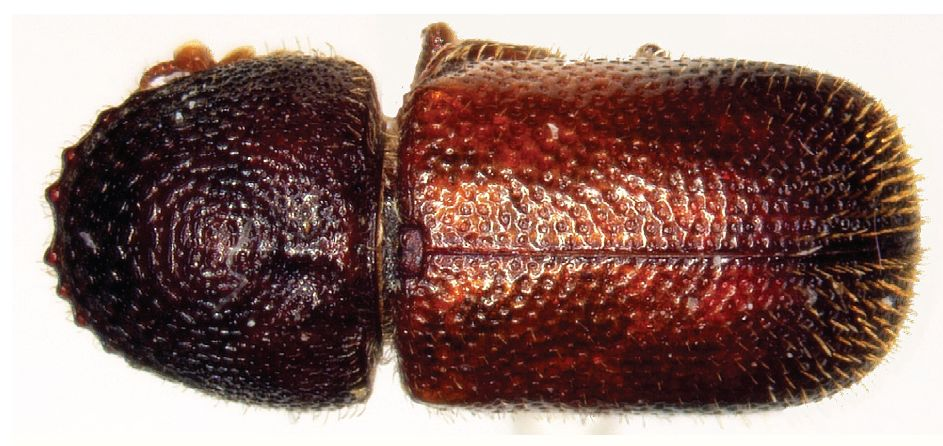
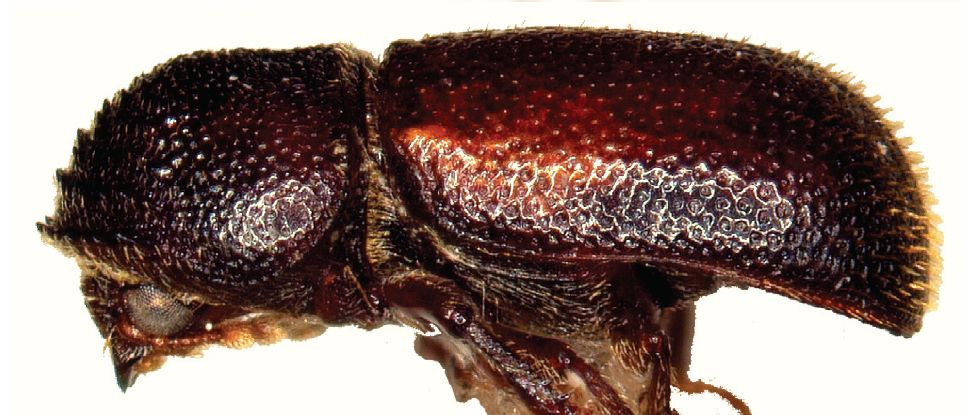